# Has (huyện)
Has là một quận thuộc hạt Kukës, Albania. Quận này có diện tích 374 km² và dân số năm 2002 là 19842 người, mật độ 53 người/km².